# Julian von Emesa

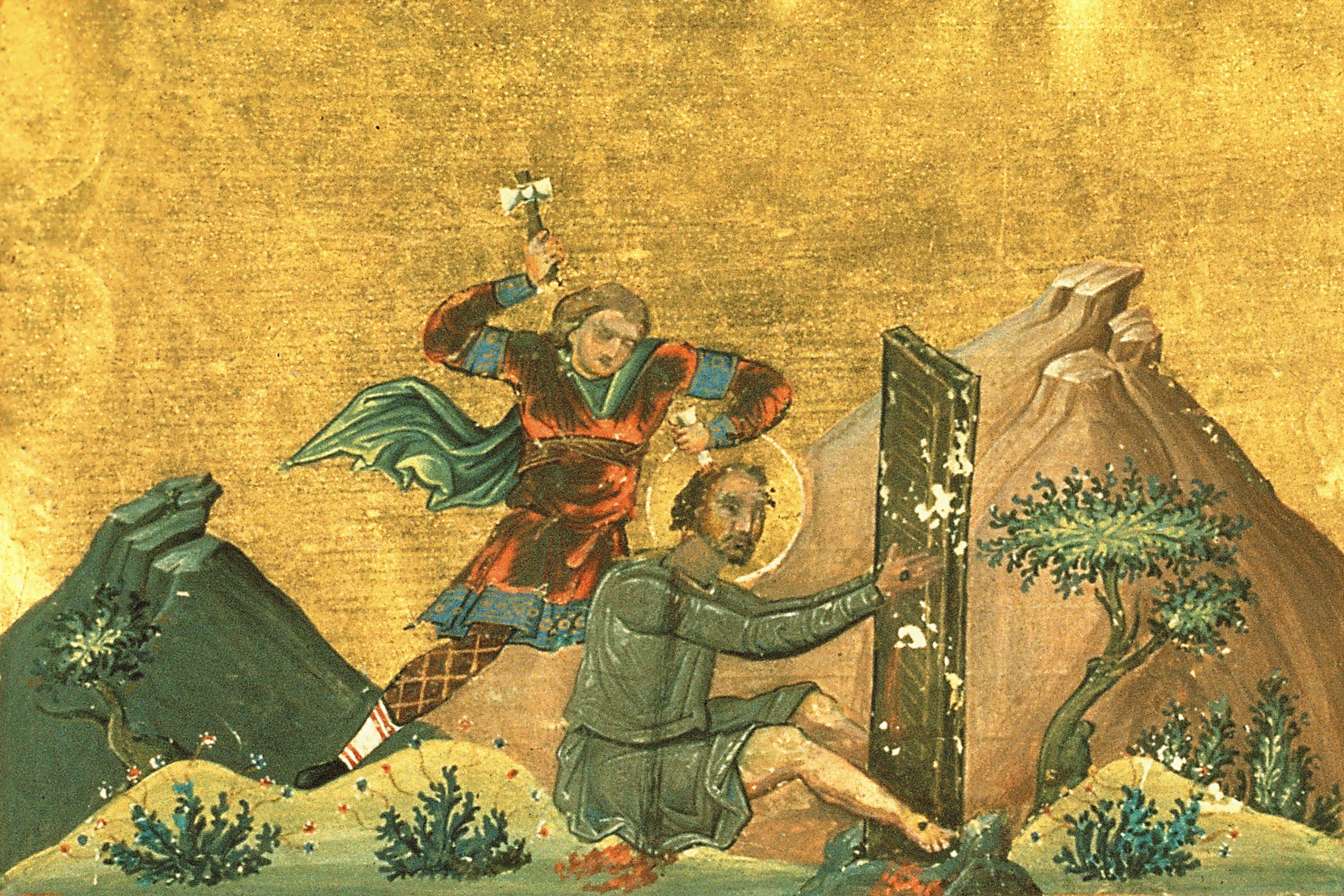
Martyrium von Julian von Emesa, Menologion Basileios’ II., 12. Jahrhundert

Julian von Emesa, Piero della Francesca, Fresko, um 1470, Museo Civico, Sansepolcro

Julian von Emesa (arabisch إليان Ilyān, auch Elian von Homs; † zwischen 284 und 312 in Emesa, heute Homs, Syrien) war ein christlicher Arzt und Märtyrer. Er wird in den orthodoxen Kirchen als Heiliger verehrt.

## Überlieferung
Julian erwarb als Arzt ein hohes Ansehen durch seine Heilungen. Sein Vater war ein höherer römischer Beamter und ließ Bischof Silvanus von Emesa, den Diakon Lukas und den Lektor Mokios verhaften und foltern. Julian verschaffte sich Zugang zum Gefängnis und versorgte die Verletzungen der drei Männer. Daraufhin wurde auch er von seinem Vater verhaftet. Er sollte die Tötung der drei Verurteilten durch wilde Tiere mit ansehen. Dabei warf Julian sich den Tieren entgegen, küsste sie und versuchte sie zu besänftigen. Die Verurteilten wurden trotzdem getötet. Da Julian nicht von seinem christlichen Glauben ablassen wollte, wurde er auf Befehl seines Vaters an ein Pferd gebunden und durch die Straßen gezogen. Dann wurden ihm große Nägel in Kopf, Hände und Füße geschlagen. Er lief damit bis in eine Grube und starb.
Sein Todesjahr wird meist als 284 angenommen (zur Zeit von Kaiser Numerian).

## Verehrung
An der Stelle seines Martyriums wurde die Kirche Sankt Elian errichtet, in der auch seine Gebeine in einem Sarkophag bestattet sind.
Der orthodoxe Gedenktag für Julian von Emesa ist am 6. Februar, für die Syrisch-orthodoxe Kirche sowohl am 7. Februar als auch am 7. März. Die Armenisch-orthodoxe Kirche gedenkt ihm am 29. Dezember.
Die Kirche Saint Ellien in Brownsville (Pennsylvania) wurde 1917 erbaut und untersteht der Erzdiözese Nordamerika des Griechisch-Orthodoxen Patriarchats von Antiochien.